# クリーム玄米ブラン
クリーム玄米ブラン（クリームげんまいブラン）は、アサヒフードアンドヘルスケア株式会社から発売されている栄養調整食品の商品名で、同社のバランスアップ（BALANCEUP）シリーズの一商品群として展開されている。玄米と小麦外皮などを使った生地でクリームをはさんでいる。2001年にフルーツクリームブランの名称で発売されて以降、2007年より現在の商品名で統一された。

## 概要
発売当初は「フルーツクリームブラン」として、小麦繊維を砂糖と一緒に焼き固めた「オールブラン」をビスケットに使用していた。2004年からは扱いがポーラフーズからアサヒフードアンドヘルスケアに変更。2006年より、ビスケットに玄米を配合した「クリーム玄米ブラン」が初めてラインナップに登場し、以後2007年には全ての商品が「クリーム玄米ブラン」として統一された。2016年に15周年を迎えた。

## 商品形態
クリームがサンドされたビスケットが、2枚で1つに個包装され、それが2つ入った状態で販売されている。ドラッグストアの店頭及び栄養調整食品棚、コンビニの栄養調整食品棚などに置かれていることが多い。ブルーベリー味、クリームチーズ味、宇治抹茶味、いちごカカオ味、塩バニラ味、食物繊維シリーズメープルナッツ、食物繊維シリーズいちじく味が展開されている。発売当初からの中心商品は「ブルーベリー味」であり、その他クリームチーズ味、いちご味、カカオ味等が定番。期間限定でレモン味や、アップルタルト味なども存在した。同社のバランスアップシリーズの一商品で、同じシリーズのシリアルのグラノーラや、スティックタイプのバランスアップと比較して、クリームがあり、より機能性を重視しつつも、食品・お菓子として美味しさを求めたバランス栄養食としての位置づけで展開されている。
他のBALANCE UPシリーズには以下のようなものがある。
シリアルシリーズ
- 玄米ブラン
- グラノーラ
- いちじくと繊維
- 木の実と繊維

シリアルシリーズ
- バランスアップ

### 過去に生産されていた商品
2001年〜
ブルーベリー味のみで発売開始
2002年〜
いちご味が登場
2003年〜
カカオ味が登場
2007年〜
メープル、黒ゴマ味が登場
2008年
アーモンド味が登場
2009年
マロン味が登場
2010年
レモン味、アップルタルト味、ラムレーズン味（期間限定）が登場
2011年
オレンジ味、ローストピーナッツ味、塩バニラ味が登場
2012年
レモンタルト味、いちじく味、アップルタルト味、キャラメル＆フルーツ味が登場
2013年
食物繊維シリーズメープルナッツ味、食物繊維シリーズいちじく味が登場
1パッケージで、食物繊維が一日の必要量の1/3を摂取できるとうたっている。

## CM
テレビCMは2007年より展開されている。スイーツ並のおいしさのある栄養調整食品であること、栄養の豊富さや健康感、主にオフィスでのOLの朝食や間食としての食べごたえなどを打ち出したものが多い。中心となるターゲットとしてはOLが設定されている。
これまでのCM登場タレント
- さくら
- マリセンボン（マリエ+ハリセンボン）
- はるな愛
- 小西真奈美
- 山田孝之
- 井上真央
- 高田純次
- 鈴木亮平[1]
- CGB41（STU48）
- 清野菜名

過去に展開したCM
- 2007年

登場タレントはさくら。スイーツ並の美味しさをアピールしていた。キャッチフレーズは、「スィーツ?いいえそれ以上」「それはおいしいバランスサポート」「小腹をシアワセにしよう」など。
- 2008年

ノンタレントの歌もの広告。キャッチフレーズは「体にいいものギュッと入って健康バランスサポート」。
- 2009年 - 2010年

登場タレントはマリセンボン（マリエ+ハリセンボン）。2010年版にはゲストとしてはるな愛も登場した。OLに扮した3人のギャグもの。オフィスでの朝食を訴求。キャッチフレーズは、「しっかりボリューム。ちゃっかりヘルシー。」「おはよう!マリセンボン」など。
- 2011年 - 2012年

登場タレントは小西真奈美と山田孝之。これまでのOLターゲット路線とは異なり、男性ターゲットも意識したものとなっている。2011年はオフィスシーンを描いていたが、2012年は舞台も公園となった。キャッチフレーズは「男も女も朝からサクサク」「おはよう、栄養。」「朝のおいしい栄養食」など。また、CMソングとして「ジンギスカン」の替え歌が使われており、CM中にその曲のオリジナル歌手であるジンギスカンの初期メンバー5人のそっくりさんが出てくるというオチである。
- 2013年

登場タレントは井上真央と高田純次。商品を「クリーム玄米部長」に見立て、オフィスでのOLと男性部長との微笑ましいやりとりを描いたもの。キャッチフレーズは、「クリーム玄米部長」「私の栄養管理食」。
- 2015年

登場タレントは井上真央と鈴木亮平。「朝のカフェ」編では、カフェの店員とカフェを訪れるOLとのやりとりが描かれる。

### 分類・由来・類似
- 菓子/スナック菓子
- パン/乾パン
  - スナックバー (菓子類)
    - ショートブレッド
    - ラスク
    - クラコット
    - クリスプ・ブレッド
    - クラッカー (食品)

#### 用途
- 非常食
- 保存食
- レーション
- 防災用品

### 番組・出演・愛用など
- さくら - 2007年にCMに登場
- マリエ - 「マリセンボン」として2009年〜2010年にCMに登場
- ハリセンボン – 同上。
- はるな愛 - 2010年にCMに登場
- 小西真奈美 - 2011年〜2012年にCMに登場
- 山田孝之 – 同上。
- 井上真央 - 2013年にCMに登場。愛用者でもある
- 高田純次 - 2013年にCMに登場
- 山田詩子 - 絵本作家。カレルチャペックで有名。パッケージデザインに起用

### 同様製品・類似品など
- カロリーメイト
- SOYJOY
- 一本満足バー